# Premio Olof Palme
El Premio Olof Palme es un premio anual otorgado por un logro sobresaliente en el espíritu de Olof Palme. El Premio consiste en un diploma y 75 000 dólares.

## Galardonados
- 1987 Cyril Ramaphosa
- 1988 Operación de la ONU para el mantenimiento de la paz bajo el liderazgo de Javier Pérez de Cuéllar
- 1989 Václav Havel
- 1990 Harlem Désir y SOS Racisme
- 1991 Amnistía Internacional
- 1992 Arzu Abdullayeva y Anahit Bayandour
- 1993 Students for Sarajevo
- 1994 Wei Jingsheng
- 1995 Juventudes de Fatah, Juventudes del Partido Laborista de Israel y Paz Ahora.
- 1996 Casa Alianza bajo el liderazgo de Bruce Harris
- 1997 Salima Ghezali
- 1998 Medios de comunicación independientes en la antigua Yugoslavia representados por Veran Matić de la emisora de radio B92 (Serbia), Senad Pećanin del semanario BH Dani (Bosnia-Herzegovina) y Viktor Ivančić del semanario Feral Tribune (Croacia).
- 1999 Suecia contra los racistas: Kurdo Baksi, Björn Fries y el Grupo de los padres en Klippan, en representación de la movilización popular contra el aumento del racismo y la xenofobia en el país.
- 2000 Bryan Stevenson
- 2001 Fazle Hasan Abed y Educación Femenina
- 2002 Hanan Ashrawi
- 2003 Hans Blix
- 2004 Liudmila Alekséyeva, Serguéi Kovaliov, Anna Politkóvskaya
- 2005 Aung San Suu Kyi
- 2006 Kofi Annan, Mossaad Mohamed Ali
- 2007 Parvin Ardalan
- 2008 Denis Mukwege
- 2009 Carsten Jensen
- 2010 Eyad al-Sarraj
- 2011 Lydia Cacho y Roberto Saviano[1]
- 2012 Radhia Nasraoui y Waleed Sami Abu Al-Khair
- 2013 Rosa Taikon
- 2014 Xu Youyu
- 2015 Gideon Levy y Mitrí Ráheb[2]
- 2016 Spyridon Galinos y Giusi Nicolini
- 2017 Hédi Fried y Emerich Roth
- 2018 Daniel Ellsberg
- 2019 John Le Carré